# Sriprat
Sriprat (auch Si Prat, Sriprachya oder Sripratch, in Thai: ศรีปราชญ์) ein thailändischer Schriftsteller während der Ayutthaya-Zeit.
Sriprat war der Sohn von Phra Horathibodi. Er wird als einer der größten Poeten Thailands angesehen und begann seine Laufbahn, als er neun Jahre alt war. Der wurde als königlicher Page eingestellt, als er das Gedicht vollendete, das König Narai von Phra Horathibodi erwartete.
Der Vater ahnte, dass der Sohn sich später in Schwierigkeiten bringen würde. Er bat den König für den Fall, dass der Sohn sich nicht anständig verhalten würde, um Rücksichtnahme. Er solle in diesem Fall verbannt, aber nicht hingerichtet werden.
Zunächst zeigte der Poet sein Talent in vielen Gedichten, doch dann musste er wegen einer Liebesaffäre mit einer Dame des königlichen Hofes nach Nakhon Si Thammarat verbannt werden. Dort wurde er schnell wieder Mittelpunkt der literarischen Kreise. Wegen einer weiteren Liebesaffäre wurde er dann vom Gouverneur in Nakhon Si Thammarat zum Tode verurteilt. Als König Narai von der Exekution erfuhr, wurde er so aufgebracht, dass er die Verurteilung des Gouverneurs selbst verlangte. So wurden die letzten Worte Sriprats wahr, als er sagte: „Ich machte nicht falsches, mag sein Schwert es ihm heimzahlen...“
Sriprat schrieb zwei größere Werke: „Die Geschichte von Anirut“ (Anirut Khamchan) und das Nirat „Das Leiden des Sriprat“ (Kamsuan Sriprat).